# Лептура етіопка
Тонкохвістка чорна (лат. Leptura aethiops Poda, 1761 = Leptura atra Scopoli, 1772 = Leptura aterrima Motschulsky, 1860 = Leptura doii Matsushita, 1933 = Leptura hollandica nigra Voet, 1804-1806 = Leptura melanaria Herbst, 1784 = Leptura unicolor Olivier, 1792 = Strangalia aethiops (Poda) Mulsant, 1863) — рід жуків з родини Скрипунових.

## Поширення
L. aethiops хорологічно попереднього виду – елемент європейсько-сибірського зоогеографічного комплексу в групі європейсько-сибірських видів. В гірських районах Карпат є дуже рідкісним видом, а в передгір'ях - звичайний вид.

## Екологія
За екологічними характеристиками схожий на Leptura mimica. Комахи зустрічаються на квітах кмину, бузини чорної (Sambucus nigra L.), свидини, крушини ламкої (Fragnula alnus Mill.), пухироплідника калинолистого, королиці звичайної, гадючника в'язолистого та ін. Літ триває з травня по липень. Вид приурочений до листяних лісових формацій.

## Морфологія

### Імаго
Розміри тіла L. aethiops, майже, такі ж як і Leptura mimica – 12-18 мм. Передньоспинка вкрита короткими буруватими волосками, низ тіла – густими сіруватими, а надкрила – чорними іноді жовтуватими волосками. Забарвлення тіла – цілком чорне, включно з надкрилами.

## Життєвий цикл
Життєвий цикл триває 2 роки.